# Арапско-израелски рат (1948)
Арапско-израелски рат 1948, познат и као Рат за независност у Израелу и Ал Накба („Катастрофа“) код Арапа, први је рат између Арапа и Израелаца. Овај рат је успоставио Израел као независну државу.
Грађански рат у бившем Британском мандату над Палестином се 15. маја 1948. претворио у међународни сукоб између Израела и арапских земаља, након Израелске декларације независности претходног дана. Удружене дивизије из Египта, Јордана и Сирије, уз експедиционе снаге из Ирака, су ушле у Палестину, преузеле контролу над арапским областима и одмах напале израелске снаге и неколико јеврејских насеља. Уследило је 10 месеци борби, прекинутих неколико периода примирја, које су се углавном водиле на територији бившег Британског мандата и кратко на Синајском полуострву и у јужном Либану.
Као резултат рата, Израел је задржао територије које је Резолуција Генералне скупштине Уједињених нација 181 предложила за предложену јеврејску државу као и скоро 60% површине арапске државе преложене планом о подели из 1948, укључујући околину Јафе, Лода и Рамле, Галилеју, неке делове Негева, широк појас уз пут Тел Авив-Јерусалим, Западни Јерусалим и неке територије на Западној обали. Јордан је преузео контролу над остатком Британског мандата, који је анектирао, док је египатска војска преузела контролу над појасом Газе. На Јерихонског конференцији 1. децембра 1948. 2000 палестинских делегата је затражило уједињење Палестине и Јордана, као корак ка пуном арапском јединству. За палестинске Арапе није образована држава.

## Позадина
После пада Османског царства у Првом светском рату, Лига народа је дала Енглеској и Француској привремену администрацију над османском провинцијом, јужно од данашње Турске. Ова власт се називала „мандат“. Енглеска и Француска су повукле границе и тиме поделиле подручје на четири дела. Три дела су била —  Ирак, Сирија и Либан — које су и данас независне државе.
Четврти део који је тиме направљен био је познат као Јужни Либан. Ово подручје се службено звало Британски мандат над Палестином а на арапском се звало „Фалестин“, као и „ел Палестина“ на хебрејском. Британија је веома често преправљала границе, али под руководством Винстон Черчила регија је подељена дуж реке Јордан и формирана су два региона. Источно од реке Јордан формирана је регија названа Трансјордан (позната и као Цисјорданија), која је касније променила име у Краљевина Јордан. Западном делу од реке Јордана је остало старо име, Палестина.
У ово доба (1922) популација Палестине је била отприлике 589.200 муслимана, 83.800 Јевреја и 71.500 хришћана. Међутим, ово подручје је било центар циониста, инспирација Јевреја за своју домовину или државу, насељена великим делом Јеврејима који су прогнани из Европе током Другог светског рата. Овој имиграцији су се непосредно и силовито противили локални Арапи.
Иако су Арапи имали договор са Британцима, локални арапски лидери су подигли устанак против Енглеза, у коме је смањен број јеврејских усељеника. Повремени напади су почели Јерусалимским погромом априла, 1920. и Јафа галама (или „Хурани галама") 1921. За време галаме у Палестини 1929, јеврејска заједница у Хеброну је масакрирана, док је већина других протерана, осим 67 особа. Јеврејска имиграција је била повећана доласком Адолф Хитлера на власт 1936—1939, у време када су и Арапи вршили терористичке нападе против Енглеза и Јевреја.
Ови напади су направили 3 ефекта:
1. Ово је утицало да се успоставе јеврејске подземне терористичке организације као што је Хагана, која се испољила 1948. године.
2. Било је очигледно да ове две заједнице не могу да живе заједно и рођена је идеја о подели.
3. Британија је изашла у сусрет Арапима Белим писмом 1939, које је забранило јеврејску имиграцију. Ипак, када се Други светски рат захуктао, није било смањења имиграције. Бело писмо је исто говорило о смањењу броја јеврејског становништва у Палестини, али и о завршетку сарадње са са Британцима после рата. (Јеврејске војне снаге су биле у пакту са Енглеском против нациста и бориле се на страни савезника у Египту).

Године 1945, са британским подстицајем, Египат, Ирак, Либан, Саудијска Арабија, Сирија, Трансјордан, и Јемен су формирали Арапску лигу да координирају политику арапских земаља.
Дана 29. новембра, 1947, Уједињене нације су направиле план чија је идеја била да Британски Мандат Палестине буде подељен на две државе: једну јеврејску и једну арапску. Свака земља би имала приступ важним верским и духовним местима, била би повезана путевима, а Арапима би остала Јафа. Свети Јерусалим би био над међународном контролом. Обе стране су снажно критиковале овај план, али је јеврејска страна била спремана да овај план прихвати. Арапи и мали број Јевреја били су против плана.

## Рат
Настојећи спречити поделу Палестине, дан након проглашења Израела почео је напад војски арапских земаља на тек проглашену јеврејску државу. У нападу је учествовало шест арапских држава, чланица Арапске лиге - Египат, Сирија, Трансјорданија, Ирак и Либан те мали војни контингент из Јемена, а арапским војскама свакако треба прибројати и активне арапске борце из Палестине, којима је заповедао клерик ал-Сусаун. Север Израела нападале су сиријске и либанске снаге, а трансјорданска Арапска легија, ојачана ирачким војним контингентом, продрла је у смеру града Јерусалима. Египатске снаге, које су с отприлике дванаест хиљада војника биле најбројнија арапска војска у рату, напредовале су с подручја Синајског полуострва у смеру града Тел Авива. Но, арапске војске су дејствовале без јасно дефинисаних циљева и међусобне координације што ће се у другој фази рата показати кобним.
Уочи рата на подручју целе Палестине живело је милион и триста хиљада Арапа те шестсто хиљада Јевреја. Иако је Израел од прије имао полуаутономну владу, а у тренутку напада арапских држава имао је под оружјем тридесет и пет хиљада људи, није био спреман за рат већих размера. Најважнији ослонац одбране биле су милиције у које су били организовани становници малих пољопривредних комуна - кибуца. С друге стране, палестински Арапи се нису никад опоравили од пораза у устанку 1936. те је већина њихових лидера била у егзилу (најпознатији од којих је јерусалимски муфтија Мухамед Амин ел Хусеини, оснивач Ханџар дивизије), а велики део арапских герилаца разоружала је британска власт.
Након две недеље борби, трансјорданска војска заузела је стари део града Јерусалима који су од пре опседали арапски милитанти, док су јеврејске снаге остале одсечене у новом делу града. На северу Палестине сиријске снаге освојиле су град Мишмар Хајарден, а на југу су Египћани заузели појас Газе те пустињу Негев и град Биршебу. Неколико дана касније египатске су се снаге јужно од Тел Авива спојиле с трансјорданском војском, чиме су арапска освајања у рату 1948. године досегнула свој територијални максимум. Израел се у том тренутку налазио у изразито тешкој позицији. Државност и опстанак Јевреја у Палестини били су доведени су у питање, а једини сегмент бојишта којим је још увек доминирала израелска страна био је ваздушни простор.
На иницијативу Уједињених народа 11. јуна 1948. борбе су заустављене. Израел је искористио станку у рату за допремање оружја те реорганизацију и прегруписавање својих снага, а број људи под оружјем на израелској страни у то је време нарастао на шездесет хиљада. Занимљиво је да је пресудну улогу у наоружавању Израела у Првом израелско-арапском рату имао Совјетски Савез преко Чехословачке. Он је у настанку Израела видио прилику за реализацију властитих стратешких интереса на Блиском истоку. Но, следећих се година фокус Москве преместио с Израела на младе арапске социјалистичке републике у израелском суседству, а блиско савезништво се почиње стварати између Тел Авива и Вашингтона.
Време прекида ватре израелски је лидер Давид Бен Гурион искористио и за консолидацију израелске војне команде те је одлучено да се све наоружане скупине ставе под заједничко заповедништво. Бен Гурион је још крајем маја прогласио стварање Израелских одбрамбених снага, које су забрањивале друге оружане снаге на израелској територији. Највећи проблем израелском вођству била је десна милиција Иргун Зваи Леуми, која је полуаутономно водила борбе против Арапа.
У јуну 1948. године долази до оружаног инцидента и међујеврејског сукоба око брода Алталена у којем је погинуло више од осамдесет људи. Међујеврејски грађански рат спречен је након што је водство Иргуна прихватило заједничко заповедништво под Бен Гурионом. Но, међујеврејско проливање крви бацило је сену на израелску унутрашњу политику која је трајала још годинама након догађаја, а индиректно се осећала у односима израелске левице и деснице и деценијама касније.
Уз међународно посредовање предвођено шведским дипломатом грофом Бернадотеом, представници двију страна на грчком острву Родосу почели су преговоре о будућности Палестине. Бернадоте је предлагао давање територије Галилеје Јеврејима а пустиње Негев Арапима, но обје су стране одбиле његов предлог те су 9. јула, након четири недеље обуставе ватре, борбе обновљене. Израел је низом мањих операција настојао вратити под своју контролу територију коју је изгубио током протеклих месеци, али и проширити се изван подручја које му је било намијењено УН-овим планом. Операција „Дани“ изведена је на средишњем делу бојишта код места Лод и Рамле ради раздвајања арапских војски. Израелска офанзива „Декел“ била је на северу Палестине, а резултовала је израелским освајањем града Назарета и доње Галилеје. Истовремено је израелско ратно ваздухопловство напало главне арапске градове Каиро, Дамаск и Аман. На притисак УН-а 18. јула склопљено је ново примирје с намером оживљавања преговора, но коначни ударац мирном решењу сукоба задало је убиство међународног посредника грофа Бернадотеа, којег су убили јеврејски екстремисти из организације Лехи.
Израелске победе створиле су несугласице између арапских савезника у погледу даљњег вођења рата - Јордан и Ирак су били спремни на преговоре с Израелцима, док је египатски краљ Фарук I. одбио пред властитом јавности признати пораз те је и надаље подржавао наставак борби. Завршна фаза рата почела је почетком октобра израелском офанзивом на јужном бојишту. У њој су након десет дана борби Египћани одбачени у појас Газе. Крајем децембра 1948. године Израелци су кренули у нову офанзиву на подручју пустиње Негев. Након што је израелска војска одсекла египатске снаге у Гази, египатски краљ Фарук пристао је на примирје.
Прекид ватре између Израела и Египта потписан је на острву Родосу 24. фебруара 1949, чиме је окончан Први израелско-арапски рат. Израелска територија је након рата била већа за отприлике 3400 km² од оне која му је била намијењена УН-овим планом поделе. Од делова Палестине које су надзирале арапске војске простор западне обале реке Јордан анектирала је Трансјорданија која је 1949. променила име у Јордан, док је подручје Газе било припојено Египту.

## Последице
Пораз арапских држава у рату 1948. године довео је до политичких превирања и крупних промена у арапским земљама. У Сирији је у марту 1949. изведен војни удар генерала Хуснија ал Заима, који је већ након неколико месеци био срушен, након тога је следећих година услиједила серија нових војних удара. Јорданског краља Абдулаха је у јулу 1950. убио палестински тинејџер, незадовољан потписивањем примирја с Израелом. Пораз у рату 1948—1949. био је најважнији разлог због којега је 1952. године свргнут египатски краљ Фарук и проглашена Република Египат. За разлику од својих арапских суседа, који су након рата били у сталном политичком превирању, Израел се учврстио као стабилна парламентарна демократија. У земљи су 1949. одржани избори, након којих је Бен Гурион постао први премијер а бивши ционистички лидер Хаим Вајцман први израелски председник.
Први израелско-арапски рат је у погледу људских губитака био најскупљи рат који је Израел водио - у рату је погинуло око шест хиљада Израелаца, од тога трећина при опсади Јерусалима, а рањено је око 35 хиљада људи, што је било отприлике пет посто тадашњег јеврејског становништва Палестине. На арапској је страни погинуло око осам хиљада људи, од тога хиљаду цивила. Обје су стране починиле више злочина над цивилним становништвом. Током борби и након рата око девет стотина хиљада палестинских Арапа пребјегло је или је протерано на територију суседних земаља, више стотина арапских насеља је нестало; из арапских је земаља у то време па до иза рата 1967. године прогнано између 800.000 и милион Јевреја. Иако је већина палестинских Арапа побегла пред ратним дејствима, одређени број цивила протерале су јеврејске милиције силом. Процес делимичног протјеривања израелских Арапа протегао се до 1951. године, када је протерано неколико хиљада Арапа са севера Израела током пројекта скретања водних токова. Арапски избеглички вал бит ће повод многих регионалних сукоба који ће уследити у будућности и стални извор дестабилизације целе регије. За њих ће бити створена и посебна агенција УН-а за избјеглице. Јеврејске избјеглице пашће у заборав.